# Ölyvespatak
Ölyvespatak (románul: Valea Ulieșului) falu Romániában, Maros megyében.

## Története
Mezőrücs község része. A trianoni békeszerződésig Maros-Torda vármegye Marosi felső járásához tartozott.

## Népessége
2002-ben 44 lakosa volt, ebből 44 román nemzetiségű.

## Vallások
A falu lakói közül 44-en ortodox hitűek.